# Conrad Busken Huet
Conrad Busken Huet (født 28. december 1826 i Haag, død 1. maj 1886 i Paris) var en nederlandsk kulturhistoriker og litteraturkritiker.
Busken Huet var 1851-62 præst i en vallonsk-reformeret forsamling i Haarlem, men forlod sin stilling på grund af de forviklinger, som opstod som følge af hans liberale anskuelser (blandt andet Brieven over den bijbel, 1858). Han indtrådte som medredaktør i "De gids", hvor han forfattede lysende og skarpe kritikker, men forlod snart sin stilling som følge af politiske meningsbrydninger og rejste til Java, hvor han opholdt sig som avismand i mange år, hvorefter han flyttede til Paris.
I sin levetid var Busken Huet meget omstridt, fængslede ved sin spirituelle form og omfattende lærdom, men vakte ofte modsigelser. Hans studier, essays og kritik er samlet i Litterarische fantasien (22 bind, 1868-87). Ud over flere rejseskildringer publicerede han blandt andet Het land van Rembrandt (1882-84; tredje oplag 1898), romanen Lidewijde (1868; tredje oplag 1900), monografier over Everhardus Johannes Potgieter og George Sand (1877), som udkom i en samlet udgave 1899-1900. Hans breve blev udgivet i 1890.